# Gzip
Het programma gzip, wat de afkorting is voor GNU zip, is een datacompressieprogramma voor Unix en Linux dat bestanden comprimeert in het gz-formaat, meestal in combinatie met tar. Er zijn ook versies beschikbaar voor Windows, OS/2 en MS-DOS.
De extensie van een bestand dat gecomprimeerd is met 'gzip' is meestal 'gz'. De gzip-compressie gebruikt de deflate-methode om te comprimeren, maar de bestanden zijn niet uitwisselbaar met zipbestanden. Een zipbestand kan meerdere bestanden bevatten, terwijl gzip alleen (één enkel bestand) comprimeert.
De opvolger van gzip is bzip2.

## Gebruik van gzip in internettoepassingen
Gzip wordt ook vaak gebruikt door browsers en webservers om de hoeveelheid dataverkeer te verminderen en daarmee gebruikers een snellere ervaring te geven. Het is onderdeel van de HTTP-standaard. Naast gzip wordt ook vaak Brotli gebruikt, een modernere versie met betere prestaties. Het is voor webservers mogelijk om Brotli en gzip tegelijk te ondersteunen (een browser geeft zelf aan welk algoritmes ondersteund worden).
Door het comprimeren van HTTP-antwoorden hoeft doorgaans slechts 15% van het originele document verstuurd te worden, wat bij grote bestanden of bij langzame verbindingen tot een aanzienlijke tijdsbesparing kan leiden.
Ondersteunen van compressie is voor zowel browsers als webservers niet verplicht. Wanneer de browser of de server compressie niet ondersteunt, wordt er teruggevallen op de niet-gecomprimeerde versie.